# (210210) Songjian
(210210) Songjian est un astéroïde de la ceinture principale.

## Description
(210210) Songjian est un astéroïde de la ceinture principale. Il fut découvert le 16 août 2007 à XuYi par le programme de relevé astronomique d'objets géocroiseurs de l'observatoire de la Montagne Pourpre (PMO NEO). Il présente une orbite caractérisée par un demi-grand axe de 2,19 UA, une excentricité de 0,18 et une inclinaison de 2,7° par rapport à l'écliptique.

## Compléments